# Gemeinderatswahlen im Burgenland 2007
Die Gemeinderatswahlen im Burgenland 2007 fanden am 7. Oktober 2007 statt und wurden in 170 der 171 burgenländischen Gemeinden gleichzeitig mit Bürgermeisterdirektwahlen abgehalten. Lediglich die Gemeinde Steinberg-Dörfl, in der 2006 vorgezogene Wahlen stattgefunden hatten, nahm nicht teil. Die Engere Wahl (Stichwahlen bei den Bürgermeisterdirektwahlen) wurde am 21. Oktober durchgeführt. Die Wahlen führten zu leichten Verlusten der SPÖ und einem Stagnieren der ÖVP, die jedoch Gemeinderatsmandate hinzugewinnen konnte. Während die FPÖ durch die Abspaltung der Freien Bürgerliste beinahe die Hälfte ihrer Mandate verlor, konnte die erstmals angetretene Freie Bürgerliste in zehn Gemeinden in den Gemeinderat einziehen. Die Grünen blieben trotz leichter Gewinne hinter den anderen Parteien zurück.

## Voraussetzungen

### Grundlage
Die Durchführung von Gemeinderats- und Bürgermeisterwahlen wurden von der Burgenländischen Landesregierung beschlossen und am 24. Juli 2007 im Landesgesetzblatt kundgemacht (Tag der Wahlausschreibung). Als Wahltag wurde der 7. Oktober 2007, als Tag der engeren Wahl des Bürgermeisters der 21. Oktober 2007 bestimmt. Gesetzliche Grundlage für die Durchführung der Wahlen sind die Gemeindewahlordnung 1992 (GemWO 1992, LGBl.Nr. 54/1992) und das Burgenländische Wählerevidenz-Gesetz (LGBl.Nr. 5/1996).

### Aktives Wahlrecht
Bei der Gemeinderats- und Bürgermeisterwahl 2007 im Burgenland waren alle Männer und Frauen aktiv wahlberechtigt, die am Stichtag (24. Juli 2007) die österreichische Staatsbürgerschaft besaßen. Ebenfalls wahlberechtigt waren Staatsbürger eines Mitgliedsstaates der Europäischen Union, die sich bis zum Stichtag in die Gemeinde-Wählerevidenz eingetragen oder einen Antrag auf Aufnahme in die Wählerevidenz eingebracht hatten. Zudem mussten die Wähler am Wahltag (7. Oktober 2007) das 16. Lebensjahr vollendet haben und am Stichtag über einen Wohnsitz in einer burgenländischen Gemeinde verfügen. Des Weiteren durfte man am Stichtag nicht vom Wahlrecht ausgeschlossen sein.
Die Wahlberechtigten wurden von den Gemeinden in das jeweilige Gemeinde-Wählerverzeichnis eingetragen. Das Wählerverzeichnis lag danach in den Gemeinden von 14. bis 23. August 2007 öffentlich auf. Während dieser Frist bestand die Möglichkeit zur Einsicht und Beeinspruchung. Wahlberechtigt waren am Wahltag lediglich Personen, die im abgeschlossenen Wählerverzeichnis aufschienen.

### Passives Wahlrecht
Das passive Wahlrecht konnte bei den Gemeinderatswahlen von allen aktiv wahlberechtigten Menschen wahrgenommen werden, die am Wahltag (7. Oktober 2007) das 18. Lebensjahr vollendet hatten. Waren somit österreichische Staatsbürger und Bürger der Europäischen Union wählbar, so waren als Bürgermeister nur aktiv wahlberechtigte, österreichische Staatsbürger passiv wahlberechtigt, die am Wahltag das 18. Lebensjahr vollendet hatten.
Zur Teilnahme an den Gemeinderatswahlen war die Einbringung eines Wahlvorschlags notwendig, der je nach Anzahl der Wahlberechtigten in einer Gemeinde maximal 18 bis 58 Bewerber umfassen durfte. Zur Gültigkeit der Kandidatur benötigte der Wahlvorschlag Unterstützungsunterschriften von aktiv wahlberechtigten Personen, deren Mindestanzahl pro Gemeinde je nach Anzahl der Wahlberechtigten zwischen 5 und 30 Unterschriften schwankte. Der Wahlvorschlag für die Bürgermeisterdirektwahlen konnte ausschließlich von wahlwerbenden Parteien eingebracht werden, die auch einen Wahlvorschlag für die Gemeinderatswahlen eingebracht hatten. Die Wahlvorschläge mussten die wahlwerbenden Parteien bis 7. September 2007 bei der Gemeindewahlbehörde einbringen und konnten diese bis spätestens 17. September abändern oder zurückziehen. Bei Zurückziehungen der Kandidatur war es den Listen möglich, bis spätestens 21. September einen Ergänzungsvorschlag einzubringen. Die Gemeindewahlbehörde entschied letztlich bis zum 23. September über die Zulassung oder die Zurückweisung des Wahlvorschlags.

### Ausübung des Wahlrechts
Jeder Wahlberechtigte musste sein Wahlrecht in der jeweiligen Wohnsitzgemeinde ausüben. Die Möglichkeit der Wahl mittels Wahlkarte gab es bei diesen Wahlen nicht. Falls ein Wohnsitz in zwei oder mehreren Gemeinden vorlag, konnte das Wahlrecht in diesen Gemeinden ausgeübt werden. Bei Bettlägerigkeit konnten Wahlberechtigte bis 4. Oktober den Antrag auf Ausübung des Wahlrechts vor der Sonderwahlbehörde stellen, die den Wahlberechtigten am Wahltag zu Hause aufsucht. Die eigentliche Wahl erfolgte mittels zweier amtlicher Stimmzetteln, wobei jeweils ein Stimmzettel für die Wahl des Gemeinderates bzw. die Wahl des Bürgermeisters notwendig war. Bei den Gemeinderatswahlen konnten neben der Wahl der Partei auch bis zu drei Vorzugsstimmen verteilt werden, wobei maximal zwei Stimmen an einen Kandidaten der gewählten Partei vergeben werden konnten. Die Vorzugsstimmen waren jedoch nur gültig, wenn sie an Angehörige der gewählten Partei vergeben wurden.

## Ergebnisse der Gemeinderatswahlen

### Gesamtergebnis
| Vorläufiges Endergebnis der Gemeinderatswahlen im Burgenland 2007 | Vorläufiges Endergebnis der Gemeinderatswahlen im Burgenland 2007 | Vorläufiges Endergebnis der Gemeinderatswahlen im Burgenland 2007 | Vorläufiges Endergebnis der Gemeinderatswahlen im Burgenland 2007 | Vorläufiges Endergebnis der Gemeinderatswahlen im Burgenland 2007 | Vorläufiges Endergebnis der Gemeinderatswahlen im Burgenland 2007 | Vorläufiges Endergebnis der Gemeinderatswahlen im Burgenland 2007 | Vorläufiges Endergebnis der Gemeinderatswahlen im Burgenland 2007 | Vorläufiges Endergebnis der Gemeinderatswahlen im Burgenland 2007 |
| ----------------------------------------------------------------- | ----------------------------------------------------------------- | ----------------------------------------------------------------- | ----------------------------------------------------------------- | ----------------------------------------------------------------- | ----------------------------------------------------------------- | ----------------------------------------------------------------- | ----------------------------------------------------------------- | ----------------------------------------------------------------- |
|                                                                   | Ergebnisse 2007                                                   | Ergebnisse 2007                                                   | Ergebnisse 2002                                                   | Ergebnisse 2002                                                   |                                                                   | Mandate                                                           | Mandate                                                           | Mandate                                                           |
|                                                                   | Stimmen                                                           | %                                                                 | Stimmen                                                           | %                                                                 | Differenz in %                                                    | 2007                                                              | 2002                                                              | Differenz                                                         |
| Wahlberechtigt                                                    | 251.339                                                           | –                                                                 | 241.482                                                           | –                                                                 | +4,08                                                             | 3.098                                                             | 3.075                                                             | +23                                                               |
| Abgegeben                                                         | 208.434                                                           | 82,93                                                             | 207.053                                                           | 85,74                                                             | −2,81                                                             |                                                                   |                                                                   |                                                                   |
| Ungültig                                                          | 15.072                                                            | 7,23                                                              | 16.248                                                            | 7,85                                                              | −0,62                                                             |                                                                   |                                                                   |                                                                   |
| Gültig                                                            | 193.362                                                           | 92,77                                                             | 190.805                                                           | 92,15                                                             | +0,62                                                             |                                                                   |                                                                   |                                                                   |
| davon entfielen auf                                               |                                                                   |                                                                   |                                                                   |                                                                   |                                                                   |                                                                   |                                                                   |                                                                   |
| SPÖ                                                               | 92.225                                                            | 47,70                                                             | 93.409                                                            | 48,96                                                             | −1,26                                                             | 1.537                                                             | 1.556                                                             | −19                                                               |
| ÖVP                                                               | 83.286                                                            | 43,07                                                             | 82.312                                                            | 43,14                                                             | −0,07                                                             | 1.368                                                             | 1.343                                                             | 25                                                                |
| FPÖ                                                               | 5.680                                                             | 2,94                                                              | 9.703                                                             | 5,09                                                              | −2,15                                                             | 53                                                                | 96                                                                | −43                                                               |
| FBL                                                               | 3.607                                                             | 1,87                                                              | –                                                                 | –                                                                 | +1,87                                                             | 30                                                                | –                                                                 | 30                                                                |
| Grüne                                                             | 2.626                                                             | 1,36                                                              | 1.793                                                             | 0,94                                                              | +0,42                                                             | 19                                                                | 13                                                                | 6                                                                 |
| Sonstige                                                          | 5.938                                                             | 3,07                                                              | 3.588                                                             | 1,88                                                              | +1,19                                                             | 91                                                                | 67                                                                | 24                                                                |

### Gemeinderatswahlen seit 1950
| Wahltermin | Wahlbe- rechtigte | abge- gebene Stimmen | Wahlbe- teiligung in % | davon ungültig | davon gültig | SPÖ     | SPÖ     | SPÖ     | ÖVP     | ÖVP     | ÖVP     | FPÖ     | FPÖ     | FPÖ     | Grüne, LBL und sonstige | Grüne, LBL und sonstige | Grüne, LBL und sonstige |
| Wahltermin | Wahlbe- rechtigte | abge- gebene Stimmen | Wahlbe- teiligung in % | davon ungültig | davon gültig | Stimmen | Prozent | Mandate | Stimmen | Prozent | Mandate | Stimmen | Prozent | Mandate | Stimmen                 | Prozent                 | Mandate                 |
| ---------- | ----------------- | -------------------- | ---------------------- | -------------- | ------------ | ------- | ------- | ------- | ------- | ------- | ------- | ------- | ------- | ------- | ----------------------- | ----------------------- | ----------------------- |
| 26.11.1950 | 172.493           | 151.853              | 88,0                   | 1.375          | 150.478      | 67.981  | 45,2    | 1.532   | 75.064  | 49,9    | 2.065   | 7.433   | 4,9     | 113     | nicht kandidiert        | nicht kandidiert        | nicht kandidiert        |
| 28.11.1954 | 173.545           | 157.042              | 90,5                   | 2.086          | 154.956      | 70.501  | 45,5    | 1.576   | 75.198  | 48,5    | 1.988   | 9.257   | 6,0     | 130     | nicht kandidiert        | nicht kandidiert        | nicht kandidiert        |
| 23.11.1958 | 173.387           | 157.907              | 91,1                   | 2.282          | 155.570      | 72.532  | 46,6    | 1.559   | 73.160  | 47,0    | 1.933   | 4.059   | 2,6     | 62      | 5.819                   | 3,7                     | 123                     |
| 25.11.1962 | 177.355           | 156.475              | 88,2                   | 1.675          | 157.322      | 73.095  | 46,5    | 1.577   | 74.447  | 47,3    | 1.940   | 4.564   | 2,9     | 76      | 5.216                   | 3,3                     | 90                      |
| 05.11.1967 | 174.544           | 161.738              | 92,7                   | 2.729          | 159.010      | 79.417  | 49,9    | 1.665   | 72.875  | 45,8    | 1.910   | 2.724   | 1,7     | 42      | 3.994                   | 2,5                     | 58                      |
| 29.10.1972 | 183.014           | 165.939              | 90,7                   | 2.995          | 162.944      | 77.005  | 47,3    | 1.214   | 76.794  | 47,1    | 1.206   | 3.384   | 2,1     | 34      | 5.761                   | 3,5                     | 81                      |
| 23.10.1977 | 187.418           | 173.619              | 92,6                   | 3.137          | 170.482      | 82.568  | 48,4    | 1.260   | 78.708  | 46,2    | 1.191   | 2.756   | 1,6     | 27      | 6.450                   | 3,8                     | 82                      |
| 24.10.1982 | 198.223           | 180.864              | 91,2                   | 4.763          | 176.101      | 87.925  | 49,9    | 1.318   | 80.405  | 45,7    | 1.195   | 2.333   | 1,3     | 25      | 5.438                   | 3,1                     | 70                      |
| 25.10.1987 | 203.601           | 184.528              | 90,6                   | 5.343          | 179.185      | 87.898  | 49,1    | 1.312   | 80.530  | 44,9    | 1.178   | 3.414   | 1,9     | 34      | 7.343                   | 4,1                     | 86                      |
| 18.10.1992 | 211.548           | 186.027              | 87,9                   | 13.339         | 172.688      | 81.452  | 47,2    | 1.429   | 75.586  | 43,8    | 1.288   | 8.562   | 5,0     | 92      | 7.088                   | 4,1                     | 112                     |
| 05.10.1997 | 226.582           | 194.879              | 86,0                   | 21.206         | 173.673      | 78.575  | 45,2    | 1.393   | 72.677  | 41,8    | 1.279   | 15.588  | 9,0     | 204     | 6.833                   | 3,9                     | 111                     |
| 06.10.2002 | 241.482           | 207.092              | 85,8                   | 16.278         | 190.814      | 93.357  | 48,9    | 1.555   | 82.349  | 43,2    | 1.344   | 9.724   | 5,1     | 96      | 5.384                   | 2,8                     | 80                      |
| 07.10.2007 | 252.597           | 209.423              | 82,9                   | 15.144         | 194.279      | 92.614  | 47,7    | 1.546   | 83.706  | 43,1    | 1.377   | 5.685   | 2,9     | 53      | 12.274                  | 6,3                     | 141                     |

### Sozialdemokratische Partei Österreichs

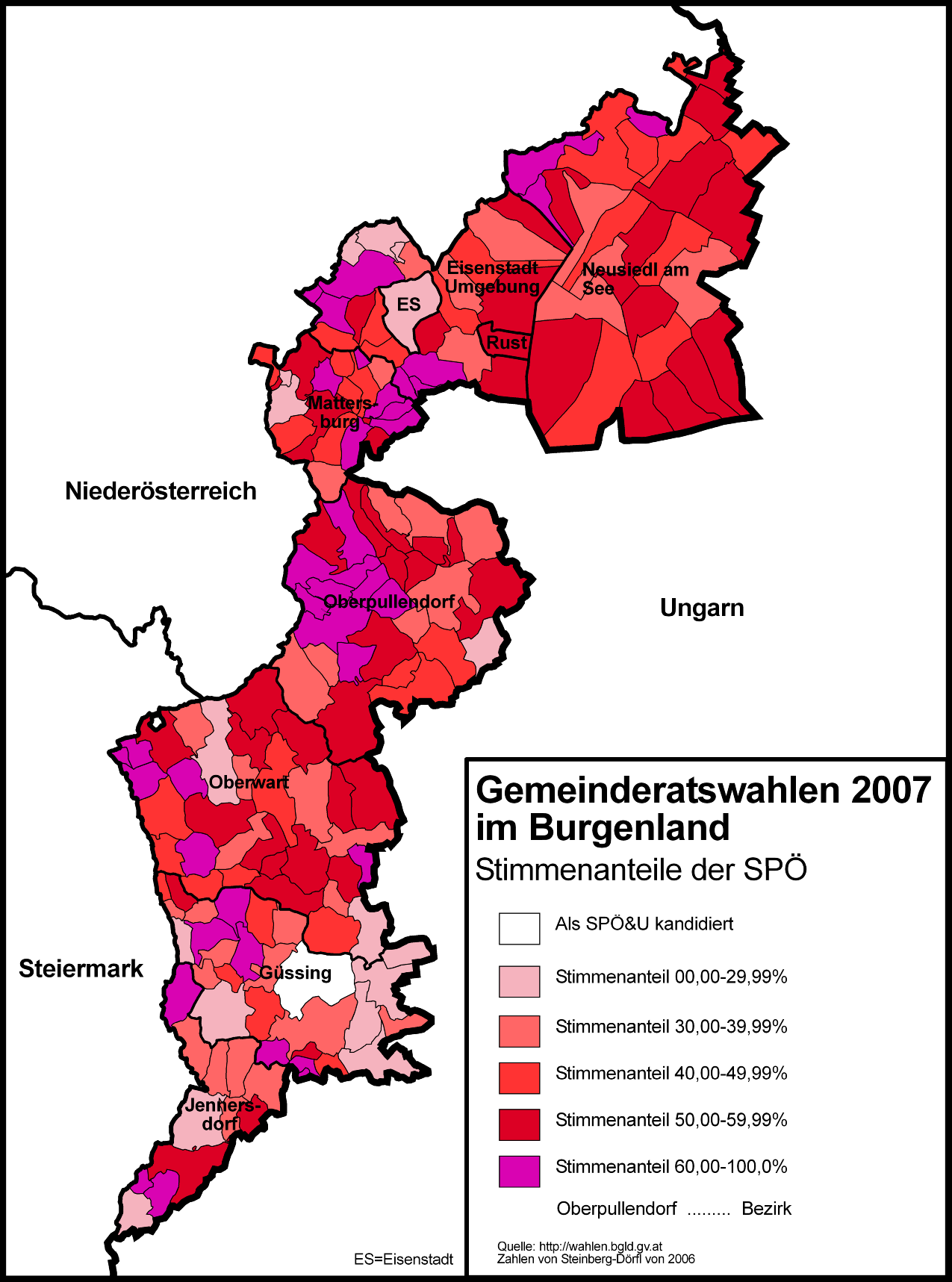
Wahlergebnis der SPÖ

Die Sozialdemokratische Partei Österreichs trat bei den Wahlen 2007 in 169 der 170 teilnehmenden Gemeinden an. Lediglich in Tobaj trat die SPÖ im Rahmen der Liste SPÖ&U nicht als selbständige Gruppierung an. Landeshauptmann Hans Niessl legte vor der Wahl das Übertreffen des Wahlergebnisses von 2002 als Wahlziel fest. Die SPÖ büßte bei den Wahlen jedoch 1,26 % ein und verlor 19 Mandate.
Ihr bestes Ergebnis erzielte die SPÖ in ihrer traditionellen Hochburg Tschanigraben. Da es hier keine Gegenkandidaten gab, erzielte die SPÖ 100 % der Stimmen. In Draßburg konnte die SPÖ ihren Stimmenanteil um 3,57 % ausbauen und erreichte 83,16 %. Auch in Weppersdorf baute die SPÖ ihr Ergebnis leicht aus und verbuchte 79,40 %. Zudem erreichte die SPÖ in Neustift bei Güssing, Neutal, Siegendorf, Schattendorf, Rauchwart, Olbendorf, Kaisersdorf, Riedlingsdorf, Winden am See und Bruckneudorf mehr als 70 % der abgegebenen Stimmen. In 24 weiteren Gemeinden lag die SPÖ über 60 %, in 45 Gemeinden über 50 %. Insgesamt erzielte die SPÖ in 85 Gemeinden die absolute Mandatsmehrheit. Die größten Zugewinne verzeichnete die SPÖ mit 27,76 % in Bildein, wo sie 2002 nicht angetreten war. In Sigleß konnte die SPÖ die absolute Mehrheit um 15,89 % auf 65,89 % ausbauen. Hohe Zugewinne über 10 % erzielte die SPÖ zudem in Kleinmürbisch, Frankenau-Unterpullendorf, Pinkafeld, Neudorf, Rohr im Burgenland, Wörterberg und Gattendorf.
Schwere Verluste verzeichnete die SPÖ hingegen in Ritzing, wo sie 39,49 % der Stimmen und dadurch die absolute Mehrheit und den Bürgermeistersessel verlor. In Hirm verlor die SPÖ durch das erstmalige Antreten der ÖVP 24,35 %, konnte jedoch die absolute Stimmenmehrheit halten. Schwere Verluste musste die SPÖ auch in Neudörfl hinnehmen, wo ihr das Antreten einer Bürgerliste 18,13 % kostete. In Kohfidisch verlor die SPÖ 15,69 % und die Mandatsmehrheit an die ÖVP. Auch in Bad Sauerbrunn, Parndorf, Mannersdorf an der Rabnitz, Stotzing, Deutschkreutz, Sankt Margarethen im Burgenland, Stinatz, Hornstein und Mogersdorf büßte die SPÖ mehr als 10 % der Stimmen ein.
Bezogen auf die burgenländischen Bezirke erreichte die SPÖ ihr bestes Ergebnis in der Freistadt Rust (52,12 %). Danach folgt der Bezirk Mattersburg (51,60 %), Eisenstadt-Umgebung (50,95 %), Neusiedl am See (49,06 %) und Oberpullendorf (48,41 %). In den Bezirken Güssing (40,97 %) und Jennersdorf (39,82 %) schnitt die SPÖ wesentlich schlechter ab. Schlusslicht war die Landeshauptstadt Eisenstadt mit 27,85 %.

### Österreichische Volkspartei

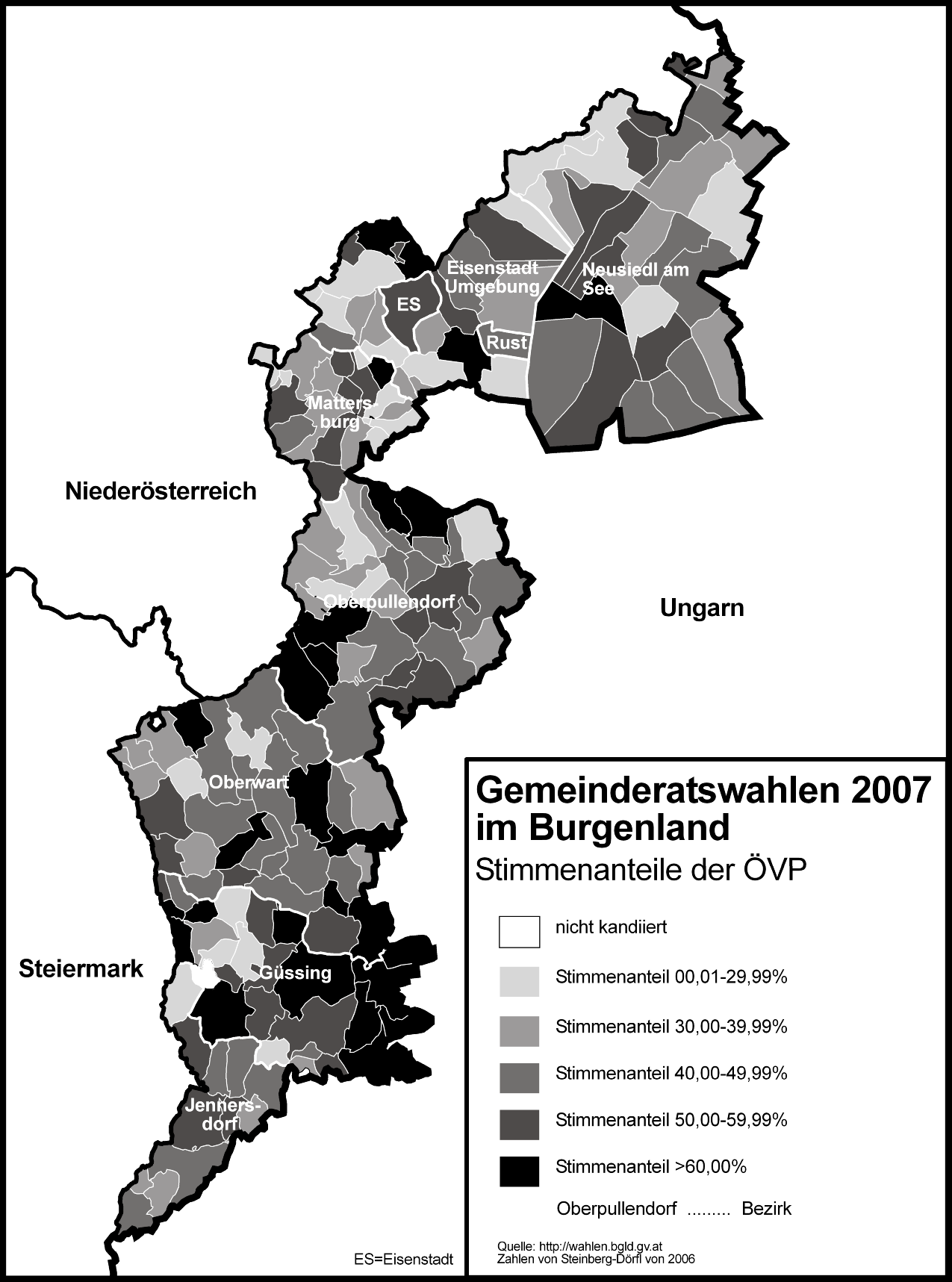
Wahlergebnis der ÖVP

Die Österreichische Volkspartei trat bei den Wahlen 2007 in 168 der 170 teilnehmenden Gemeinden an. In Rohr im Burgenland trat eine ÖVP-nahe Bürgerliste an, in der SPÖ-Hochburg Tschanigraben kam es zu keiner Kandidatur der ÖVP. Als Wahlziel nannte der ÖVP-Landesgeschäftsführer Dietmar Halper vor der Wahl das Halten beziehungsweise den leichten Ausbau des Mandatsstandes. In Bezug auf ihren Stimmenanteil gab es für die ÖVP gegenüber 2002 kaum Änderungen, sie verlor lediglich 0,07 % ihres Stimmenanteils. Dennoch konnte die ÖVP 34 Mandate hinzugewinnen.
Ihr bestes Ergebnis erreichte die ÖVP nach einem Gewinn von 5,01 % und 73,98 % Stimmenanteil in Heiligenbrunn. Auch in Strem (73,44 %), Leithaprodersdorf (73,07 %), Bildein (72,24 %), Deutsch Schützen-Eisenberg (71,04 %), Eberau (70,56 %) und Burgauberg-Neudauberg (70,13 %) erreichte die ÖVP mehr als 70 %. Fünf der sieben stärksten Gemeinden liegen im Bezirk Güssing. In 20 weiteren Gemeinden erreichte die ÖVP mehr als 60 % der Stimmen, in weiteren 35 Gemeinden mehr als 50 %. Insgesamt erreichte die ÖVP bei den Gemeinderatswahlen 2007 in 66 Gemeinden die absolute Mandatsmehrheit. Den größten Wahlerfolg feierte die ÖVP in der Gemeinde Ritzing, wo sie nach einem Plus von 41,43 % einen Stimmenanteil von 64,80 % auf sich vereinigen konnte und der SPÖ den Bürgermeister abnahm. In der Freistadt Rust gewann die ÖVP 40,24 % der Stimmen, nachdem sie dort zum ersten Mal nach 35 Jahren kandidiert hatte und der ehemalige Langzeit-Bürgermeister Heribert Artinger nicht mehr angetreten war. Auch in Hirm konnte die ÖVP, die hier 2002 nicht angetreten war 29,06 % gewinnen. In Mannersdorf an der Rabnitz, Kohfidisch, Edelstal und Krensdorf nahm die ÖVP nach dem Gewinn von mehr als 10,0 % Stimmenanteil der SPÖ die absolute Mehrheit und den Posten des Bürgermeisters ab. Mehr als 10,0 % gewann die ÖVP zudem in Stotzing, Gattendorf, Sankt Margarethen im Burgenland, Nickelsdorf, Stinatz, Kaisersdorf und Lackendorf.
Die größte Niederlage verzeichnete die ÖVP in Schützen am Gebirge, wo sie nach dem Antreten einer Bürgerliste 19,24 % verlor und die absolute Mehrheit einbüßte. Auch in Breitenbrunn und Neudörfl verlor die ÖVP im Zuge der Kandidatur von Bürgerlisten mehr als 15 % ihrer Stimmenanteile. Verluste über 10 % verbuchte die ÖVP zudem in Weichselbaum, Neuhaus am Klausenbach, Frauenkirchen, Wörterberg, Mörbisch am See.

### Freiheitliche Partei Österreichs

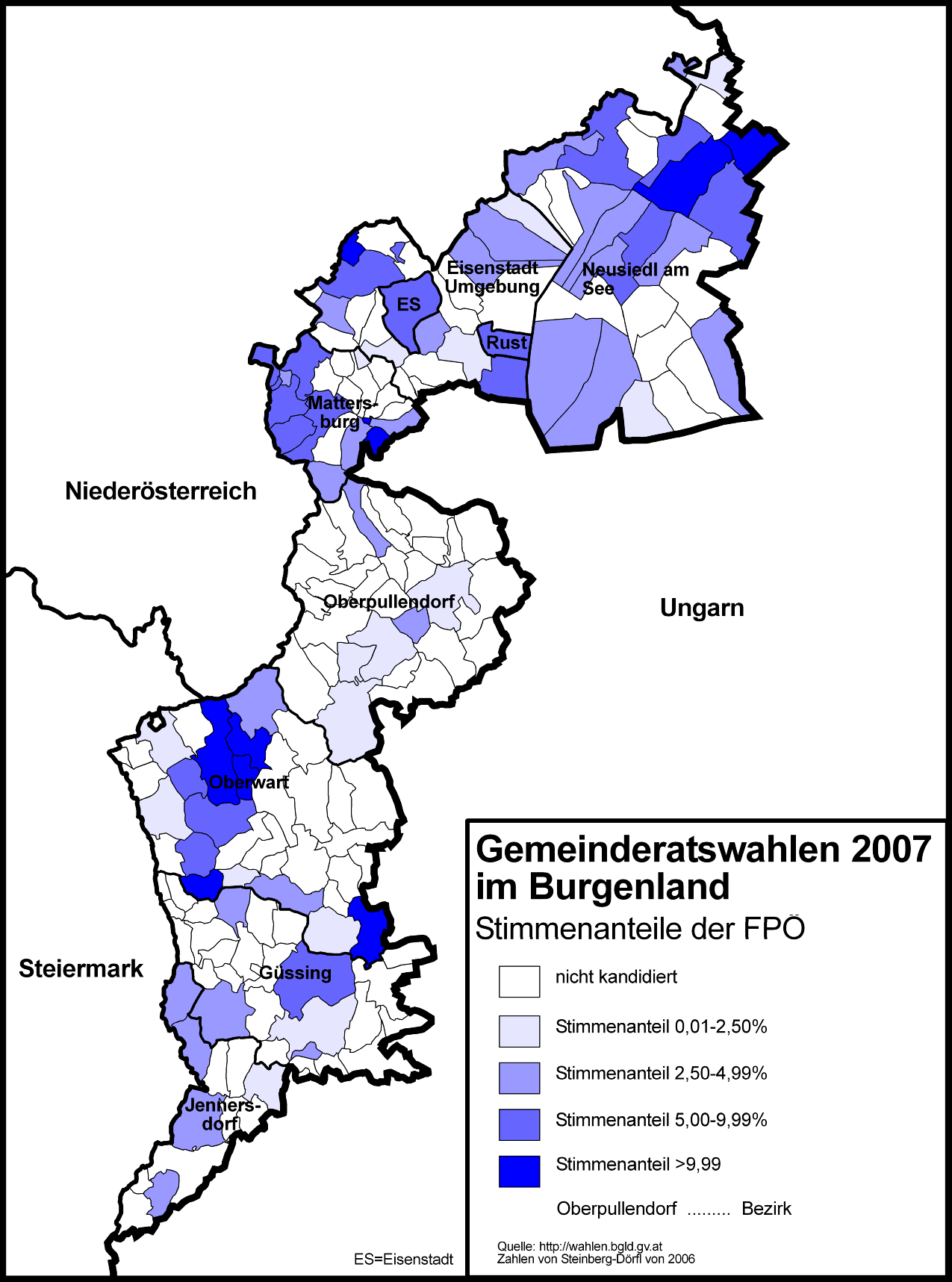
Wahlergebnis der FPÖ

Die Freiheitliche Partei Österreichs (FPÖ) war im Vorfeld der Gemeinderatswahlen durch den Wechsel zahlreicher Politiker zur Freien Bürgerliste stark geschwächt worden. Dadurch konnte die FPÖ 2007 nur noch in 70 Gemeinden kandidieren, während man 2002 noch in 121 (ohne Potzneusiedl) Gemeinden angetreten war. Dennoch legte FPÖ-Parteiobmann Johann Tschürtz das Wahlziel der FPÖ mit dem Erreichen von insgesamt 70 Mandaten fest. Bei den Gemeinderatswahlen 2002 hatte die FPÖ 96 Mandate erzielt. Letztlich büßte die FPÖ gegenüber den Wahlen von 2002 rund 40 % ihrer Stimmen ein und erzielte 53 Mandate (−43).
Die stärksten Einbußen erlitt die FPÖ in Gemeinden, wo sie durch den Wechsel ihrer Gemeinderäte in andere Wahlbündnisse nicht mehr kandidieren konnte. In Halbturn hatte die FPÖ 2002 mit 32,45 % noch ihr bestes Ergebnis erzielt, 2007 konnte die FPÖ in der Gemeinde nicht mehr antreten, nachdem FPÖ-Mitglieder gemeinsam mit der neu gegründeten „Bürgerliste Halbturn“ kandidiert hatten. Auch die zweitstärkste Gemeinde der FPÖ, Deutschkreutz, wurde an eine Bürgerliste verloren. Manfred Kölly, einziger Bürgermeister der FPÖ nach den Wahlen 2002, hatte nach seinem Parteiausschluss die „Freie Bürgerliste – Manfred Kölly“ gegründet und sich der FBL angeschlossen. Auch alle FPÖ-Gemeinderäte von Deutschkreutz sowie weitere Funktionäre waren zur FBL gewechselt. Auch in Lutzmannsburg (2002: 18,39 %) trat die FPÖ 2007 nicht mehr an, in Mörbisch am See stürzte die FPÖ von 16,77 % auf 5,50 % ab und konnte nur noch ein Mandat halten. In Kleinmürbisch (2002: 13,46 %) flog die FPÖ nach schweren Verlusten aus dem Gemeinderat.
Ihr bestes Ergebnis erzielte die FPÖ in der Heimatgemeinde des Parteiobmanns Tschürtz Loipersbach im Burgenland, wo sie nach dem Gewinn von 5,76 % und zwei Mandaten mit 24,97 % der Stimmen zur zweitstärksten Kraft aufstieg. Ihr zweithöchstes Ergebnis erzielte die Partei in Oberschützen, wo sie mit 18,53 % der Stimmen 5,17 % auf das Ergebnis von 2002 einbüßte. Auch in Deutsch Jahrndorf verlor die FPÖ fast 5 %, erzielte jedoch mit 17,31 % ihr drittbestes Ergebnis. Mehr als 10 % der Stimmen konnte die FPÖ zudem in Wimpassing an der Leitha (16,49 %), Bad Tatzmannsdorf (15,54 %), Mariasdorf (14,22 %), Deutsch Schützen-Eisenberg (13,66 %), Litzelsdorf (12,78 %) und Zurndorf (11,76 %) erzielen. Großteils verlor die FPÖ aber auch in diesen Gemeinden bedeutende Stimmenanteile, lediglich in Litzelsdorf konnte mit 7,33 % ein bedeutender Zugewinn verbucht werden.

### Freie Bürgerliste

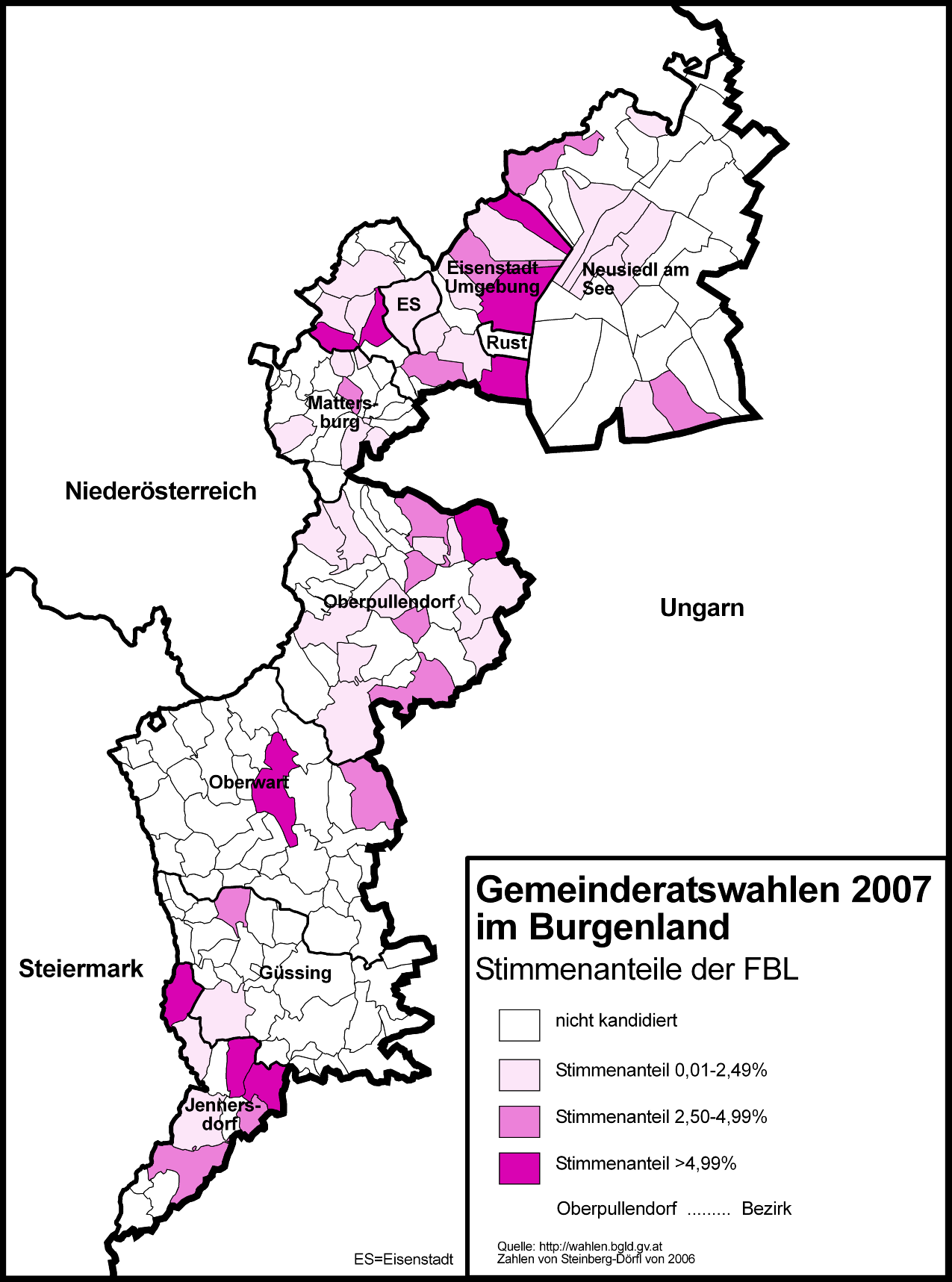
Wahlergebnisse der Freien Bürgerliste

Die Freie Bürgerliste (FBL) war im März 2007 von ehemaligen FPÖ-Politikern nach internen Parteiquerelen gegründet worden und konnte zahlreiche lokale freiheitliche Politiker für ihre Ziele gewinnen. Dadurch war es der FBL möglich, bei der ersten Teilnahme an Gemeinderatswahlen in 53 Gemeinden zu kandidieren. Listengründer Wolfgang Rauter rechnete vor der Wahl mit dem Gewinn von 50 bis 60 Gemeinderatsmandaten. Letztlich konnte die FBL mit 30 Mandate in zehn verschiedene Gemeinderäte einziehen.
Die stärksten Ergebnisse erreichte die FBL in Gemeinden, wo nach dem Übertritt zahlreicher ehemaliger FPÖ-Politiker zur FBL keine Kandidaturen der FPÖ mehr zustande kamen. Den größten Wahlerfolg fuhr die FBL in der Gemeinde Deutschkreutz ein, wo der einzige FPÖ-Bürgermeister des Burgenlandes, Manfred Kölly, gemeinsam mit allen FPÖ-Gemeinderäten sowie weiteren Funktionären noch vor der Gründung der FBL die „Freien Bürgerliste – Manfred Kölly“ gegründet hatte. Kölly konnte das Gemeinderatsergebnis der FPÖ von 2002 um rund 15 % übertreffen und machte die FBL mit 38,66 % und zehn Mandaten zur stärksten Fraktion im Gemeinderat von Deutschkreutz. Bei den Bürgermeisterdirektwahlen setzte sich Kölly zudem mit 60,61 % im ersten Wahlgang durch und wurde dadurch zum einzigen Bürgermeister der FBL. Ihr zweitbestes Ergebnis erzielte die FBL in der Gemeinde Eltendorf, wo die Liste mit 19,92 % das ehemalige Ergebnis der FPÖ praktisch verdoppeln konnte und drei Mandate gewann. Auch in Großhöflein konnte die FBL unter Listengründer und Ex-Landesrat Wolfgang Rauter mit 18,06 % das Wahlergebnis der FPÖ 2002 wesentlich übertreffen und vier Mandate erzielen. Weitere starke Ergebnisse konnte die FBL in Heiligenkreuz im Lafnitztal (16,5 %), Breitenbrunn (12,78 %) und Mörbisch am See (11,79 %) erreichen. Zudem zog die FBL in die Gemeinderäte von Stadtschlaining, Oggau am Neusiedler See, Zillingtal und Deutsch Kaltenbrunn ein.
Bezogen auf die burgenländischen Bezirke erreichte die FBL ihr bestes Ergebnis im Bezirk Oberpullendorf (4,42 %). Danach folgt der Bezirk Jennersdorf (3,83 %), Eisenstadt-Umgebung (3,76 %) und die Landeshauptstadt Eisenstadt (2,47 %). In den Bezirken Mattersburg (0,77 %), Oberwart (0,70 %), Neusiedl am See (0,57 %) und Güssing (0,25 %) schnitt die FBL wesentlich schlechter ab. In der Statutarstadt Rust trat die FBL nicht an.

### Die Grünen

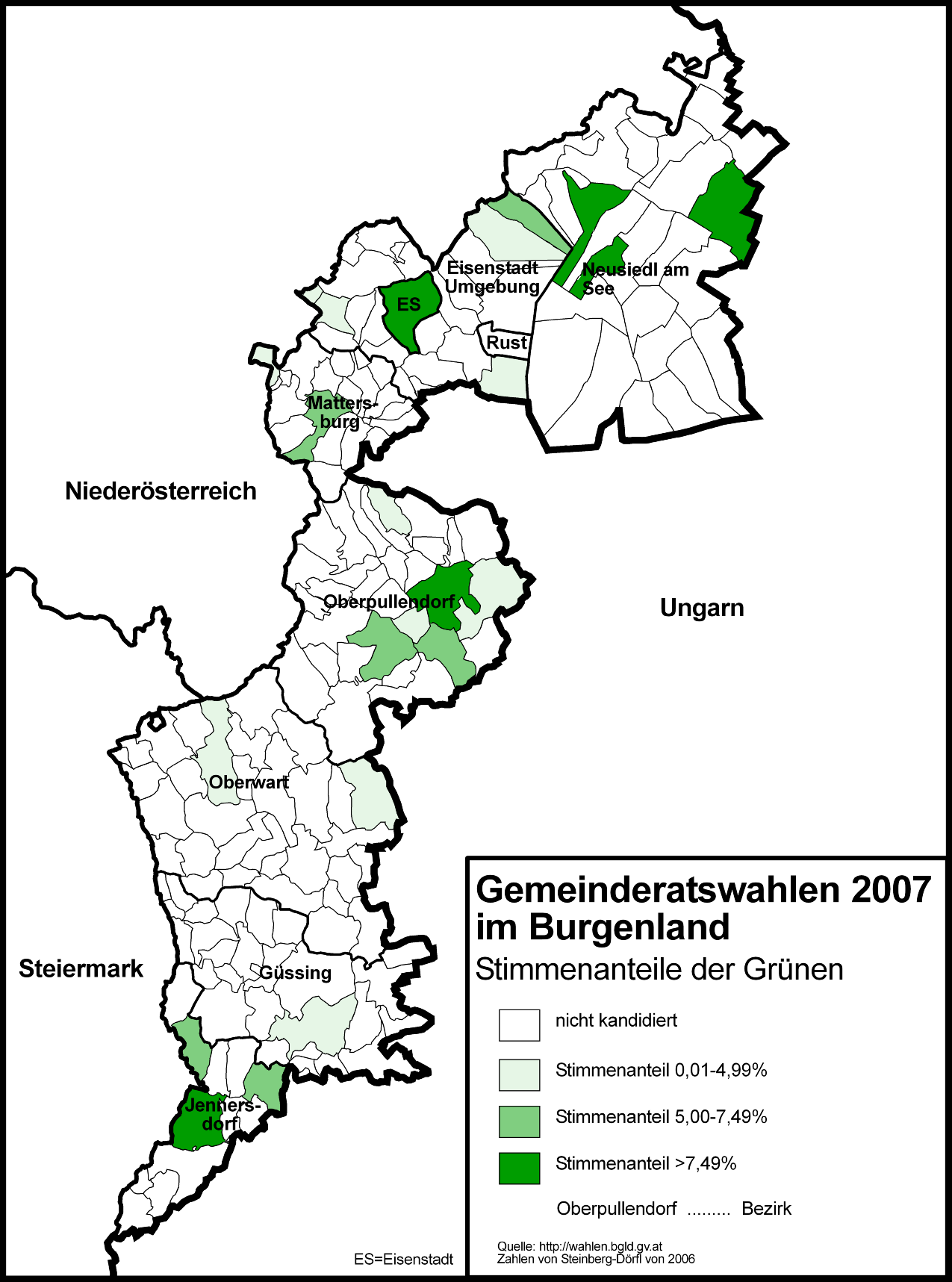
Wahlergebnis der Grünen

Nachdem die Grünen bei den Gemeinderatswahlen 2002 in 15 Gemeinden angetreten waren, kandidierten sie 2007 in 21 Gemeinden. In 14 Gemeinden kandidierten sie dabei erstmals, in sieben Gemeinden war man nach dem Scheitern 2002 nicht mehr angetreten. 2006 hatten die Grünen auch an den vorgezogenen Wahlen in Steinberg-Dörfl teilgenommen. Als Wahlziel formulierte Landessprecher Joško Vlasich vor der Wahl die Verdoppelung der Gemeinderatsmandate von 13 auf 26. Letztlich erreichten die Grünen jedoch nur die Hälfte des angestrebten Zugewinns und sind nach den Gemeinderatswahlen 2007 in 14 Gemeinden im Gemeinderat vertreten.
Das beste Ergebnis erreichten die Grünen in der Gemeinde Nickelsdorf, wo die Grünen 17,27 % der Stimmen auf sich vereinen konnten. Mit einem Plus von 8,27 % gewannen die Grünen in dieser Gemeinde zu ihrem bestehenden Mandat zwei weitere Mandate hinzu. In Jennersdorf erreichten die Grünen ihr zweitbestes Ergebnis, stagnierten jedoch bei 11,22 % und verloren ihr drittes Mandat – was nach einer Wahlanfechtung und einem Erkenntnis des Verfassungsgerichtshofes bestätigt wurde. In Großwarasdorf verbuchten die Grünen leichte Zugewinne und konnten mit 9,76 % ein Mandat gewinnen. Weitere gute Ergebnisse fuhren die Partei in Neusiedl am See (7,67 %) beim erstmaligen antreten sowie in der Landeshauptstadt Eisenstadt (7,64 %) ein. In Frankenau-Unterpullendorf verloren die Grünen hingegen rund 5 % (7,36 %) sowie ein Mandat. In Breitenbrunn und Mattersburg konnten die Grünen ihr Mandat von 2002 halten, in Heiligenkreuz im Lafnitztal, Steinberg-Dörfl (2006), Rudersdorf, Neudörfl, Oberpullendorf und Steinbrunn gelang der Partei beim erstmaligen Antreten der Gewinn je eines Mandates. In acht Gemeinden scheiterten die Grünen hingegen am Einzug in den Gemeinderat. Herbe Verluste erlitten die Grünen im Bezirk Oberwart, wo sie in Pinkafeld und Oberschützen jeweils ihr einziges Mandat verloren und dadurch in keiner Gemeinde des Bezirkes im Gemeinderat vertreten sind. Auch im Bezirk Güssing waren die Grünen lediglich in der Bezirkshauptstadt Güssing angetreten und dort am Einzug in den Gemeinderat gescheitert. Die höchsten Stimmanteile in den Bezirken erreichten die Grünen neben der Landeshauptstadt in den Bezirken Jennersdorf (3,66 %), Oberpullendorf (1,30 %), Mattersburg (1,26 %) und Neusiedl am See (1,24 %). Dahinter folgten die Bezirke Eisenstadt-Umgebung (1,21 %), Oberwart (0,43 %), Güssing (0,24 %) und der Statutarstadt Rust (0 %).

## Bürgermeisterdirektwahlen

### Ergebnis vom 7. Oktober 2007
| Vorläufiges Endergebnis der Burgenländischen Bürgermeisterwahlen | Vorläufiges Endergebnis der Burgenländischen Bürgermeisterwahlen | Vorläufiges Endergebnis der Burgenländischen Bürgermeisterwahlen | Vorläufiges Endergebnis der Burgenländischen Bürgermeisterwahlen | Vorläufiges Endergebnis der Burgenländischen Bürgermeisterwahlen | Vorläufiges Endergebnis der Burgenländischen Bürgermeisterwahlen |
| ---------------------------------------------------------------- | ---------------------------------------------------------------- | ---------------------------------------------------------------- | ---------------------------------------------------------------- | ---------------------------------------------------------------- | ---------------------------------------------------------------- |
|                                                                  | Ergebnisse 2007                                                  | Ergebnisse 2007                                                  | Ergebnisse 2002                                                  | Ergebnisse 2002                                                  | Diff.                                                            |
|                                                                  | Stimmen                                                          | %                                                                | Stimmen                                                          | %                                                                | %                                                                |
| Wahlberechtigt                                                   | 251339                                                           |                                                                  | 241482                                                           |                                                                  | 4,08                                                             |
| Abgegeben                                                        | 208444                                                           | 82,93                                                            | 206896                                                           | 85,68                                                            | −2,74                                                            |
| Ungültig                                                         | 8731                                                             | 4,19                                                             | 7124                                                             | 3,44                                                             | 0,75                                                             |
| Gültig                                                           | 199713                                                           | 95,81                                                            | 199772                                                           | 96,56                                                            | −0,75                                                            |
| SPÖ                                                              | 98932                                                            | 49,54                                                            | 100698                                                           | 50,41                                                            | −0,87                                                            |
| ÖVP                                                              | 88671                                                            | 44,40                                                            | 86168                                                            | 43,13                                                            | 1,27                                                             |
| FPÖ                                                              | 2582                                                             | 1,29                                                             | 7682                                                             | 3,85                                                             | −2,55                                                            |
| FBL                                                              | 2769                                                             | 1,39                                                             |                                                                  |                                                                  | 1,39                                                             |
| Grüne                                                            | 752                                                              | 0,38                                                             | 243                                                              | 0,12                                                             | 0,25                                                             |
| Sonstige                                                         | 5366                                                             | 2,69                                                             | 3911                                                             | 1,96                                                             | 0,73                                                             |

### Details der Bürgermeisterwahlen
Bei den Bürgermeisterdirektwahlen am 7. Oktober 2007 erreichte die SPÖ 86 Bürgermeister, auf die ÖVP entfielen 72, auf die FBL ein und auf andere Listen drei Bürgermeister. Größter Gewinner war die ÖVP, die in den acht Gemeinden Edelstal, Kohfidisch, Krensdorf, Mannersdorf an der Rabnitz, Mogersdorf, Ritzing, Raiding und Oberloisdorf die regierenden SPÖ-Bürgermeister schlagen konnte und zusätzlich den Bürgermeisterposten in Gattendorf von einer Bürgerliste gewann. Die SPÖ konnte bei dem Verlust von acht Bürgermeisterposten lediglich vier in Großmürbisch, Horitschon, Jabing und Müllendorf von der ÖVP hinzugewinnen. Bereits 2006 hatte die SPÖ den Bürgermeisterposten von Steinberg-Dörfl von der ÖVP gewonnen. In Deutschkreutz verlor die FPÖ ihren einzigen verbliebenen Bürgermeisterposten im Burgenland. Der dortige, ehemalige FPÖ-Politiker Manfred Kölly trat 2007 für die FBL an und wurde im ersten Wahlgang bestätigt.

### Engere Wahl
Die Engere Wahl am 21. Oktober musste in jenen acht burgenländischen Gemeinden durchgeführt werden, in denen nach dem ersten Wahlgang keiner der Bürgermeisterkandidaten die absolute Mehrheit erhalten hatte. Bei den Stichwahlen konnte die ÖVP den Posten des Bürgermeisters in Schützen am Gebirge, Zurndorf, Lutzmannsburg, Deutsch Jahrndorf und Stadtschlaining behaupten, in Mönchhof konnte der ÖVP-Kandidat Josef Kolby den amtierenden SPÖ-Bürgermeister Herbert Gross schlagen. Auch in Parndorf wurde der bisherige SPÖ-Bürgermeister Anton Gabriel von seinem Herausforderer Wolfgang Kovacs (Liste Parndorf) Geschlagen. Lediglich in Großhöflein wurde der amtierende SPÖ-Bürgermeister bei den Stichwahlen bestätigt. Nach den Stichwahlen stellt die SPÖ im Burgenland in 88 (−5) Gemeinden den Bürgermeister (mit Steinberg-Dörfl), auf die ÖVP entfallen 78 (+5) Bürgermeister, auf das FBL 1 Bürgermeister und auf andere Listen 4 (±0) Bürgermeister.

## Wahlbeieinspruchungen
In den vier Gemeinden Jennersdorf, Wiesen, Halbturn und Donnerskirchen kam es im Zuge der Gemeinderatswahlen zu Einsprüchen gegen das Wahlergebnis. In den drei Gemeinden Halbturn, Donnerskirchen und Jennersdorf handelte es sich um Einsprüche gegen die Zuordnung von Stimmzetteln. Während die Landeswahlbehörde die Einsprüche in Halbturn und Donnerskirchen abwies, wurde dem Einspruch der Grünen in Jennersdorf stattgegeben. Dort war ein Stimmzettel als „gültig für die ÖVP“ gewertet worden, war jedoch nach Einspruch der Grünen und nach Ansicht der Landeswahlbehörde ungültig. Der Verfassungsgerichtshof bestätigte die Gemeindewahlbehörde. Damit wanderte in Jennersdorf das Mandat von den Grünen wieder zur ÖVP. In Wiesen war es nach Ansicht der SPÖ zu Unregelmäßigkeiten bei der Sonderwahlbehörde gekommen. Die Landeswahlbehörde gab der Anfechtung der SPÖ in Wiesen letztlich auf Grund von „Rechtswidrigkeiten der Wahlhandlung vor der Sonderwahlbehörde“ recht, da bei der Stimmabgabe in einem Seniorenheim die Identität der Wahlberechtigten nicht durch ein Mitglied der Sonderwahlbehörde erfolgt war. Die Neuaustragung der Wahl findet am 6. April 2008 statt.